# Стража (качаничка)
Стража је тврђава која се налази 6km западно од Качаника. Данас постоје остаци некадашњег града.